# Ran (imię)
Ran (jap. らん, ラン) – żeńskie imię japońskie, a także hebrajskie imię męskie (hebr. רן) oznaczające „radość”.

## Możliwa pisownia w języku japońskim
Ran można zapisać używając różnych znaków kanji i może znaczyć m.in.:
- 蘭, „orchidea”[1] (występuje też inna wymowa tego imienia: Michiko)
- 藍

## Osoby

### Faktyczne
- Ran Cohen (רן), izraelski polityk
- Ran Danker, izraelski aktor, piosenkarz i model
- Ran Itō (蘭), japońska aktorka

### Fikcyjne
- Ran Kotobuki (蘭), główna bohaterka mangi i anime Gals!
- Ran Mōri (蘭), główna bohaterka serii Detektyw Conan
- Ran Shibuki (蘭), główna bohaterka anime Aikatsu!
- Ran Yakumo (藍), bohaterka serii gier Touhou Project